# زمر بحري
زمر بحري أو زمير بحري (الاسم العلمي Spinachia spinachia)، سمكة بحرية من فصيلة الزمريات. أعطانها المحيط الأطلسي والبحر الأبيض المتوسط. تألف معاشب المجادح والنقاف. يطول من 13 إلى 22 سم.